# MIDlet
MIDlet é um aplicativo em Java para dispositivos móveis, mais especificamente para a máquina virtual J2ME. Em geral são aplicações para serem executadas em celulares, como jogos entre outros.
MIDlets irão (deverão) rodar em qualquer dispositivo que implemente J2ME Mobile Information Device Profile. Como todos os programas em Java, MIDlets são totalmente portáveis sendo feitos para serem executados em qualquer plataforma. Para escrever um MIDlet, pode-se obter o  Sun's Wireless Toolkit do site do Java, o qual é disponível para diversas plataformas e é gratuito.
Um MIDlet possui os seguintes requerimentos para ser executado em um telefone celular:
- A classe principal precisa ser uma subclasse de javax.microedition.midlet.MIDlet
- Um MIDlet precisa ser empacotado em um arquivo.jar (ex: usando a jar-tool)
- O arquivo.jar precisa ser pré-verificado.